# Ilha de Borradaile
A Ilha de Borradaile (66° 35′ S, 162° 45′ L) é uma das Ilhas Balleny, cerca de 2 milhas (3 km) de comprimento e 1 milha (1,6 km) de largura, situada a 4 milhas (6,4 km) em direção ao sudeste da Ilha de Young. Foi descoberta em fevereiro de 1839 por John Balleny, que a batizou com o nome de W. Borradaile, um dos comerciantes que se uniu a Charles Enderby no envio da expedição.